# مانوئل فارونا-پولیدو
مانوئل فارونا-پولیدو (انگلیسی: Manuel Farrona-Pulido؛ زادهٔ ۱ مهٔ ۱۹۹۳) بازیکن فوتبال اهل آلمان است.
از باشگاه‌هایی که در آن بازی کرده‌است می‌توان به باشگاه فوتبال هامبورگ و باشگاه فوتبال ماگدبورگ ۱ اشاره کرد.
وی همچنین در تیم ملی فوتبال جوانان آلمان بازی کرده‌است.